# Église Saint-Martin de Torgnon
L'église Saint-Martin est une église catholique située à Torgnon, en Vallée d'Aoste, dans l'Italie nord-occidentale. Elle se situe dans le hameau de Mongnod, à côté de la maison communale.

## Historique
Les plus anciennes informations historiques concernant l'église remontent à 1413. L'édifice actuel, de style néogothique, date cependant de 1868. Pour la construction, on emploie des matériaux locaux, transportés gratuitement par les habitants. La construction du campanile, en revanche, remonte à 1773.
La dernière intervention importante de restauration du bâtiment a lieu entre 2002 et 2003 et concerne la réfection des toitures ainsi que la remise en peinture des façades extérieures.

## Galerie

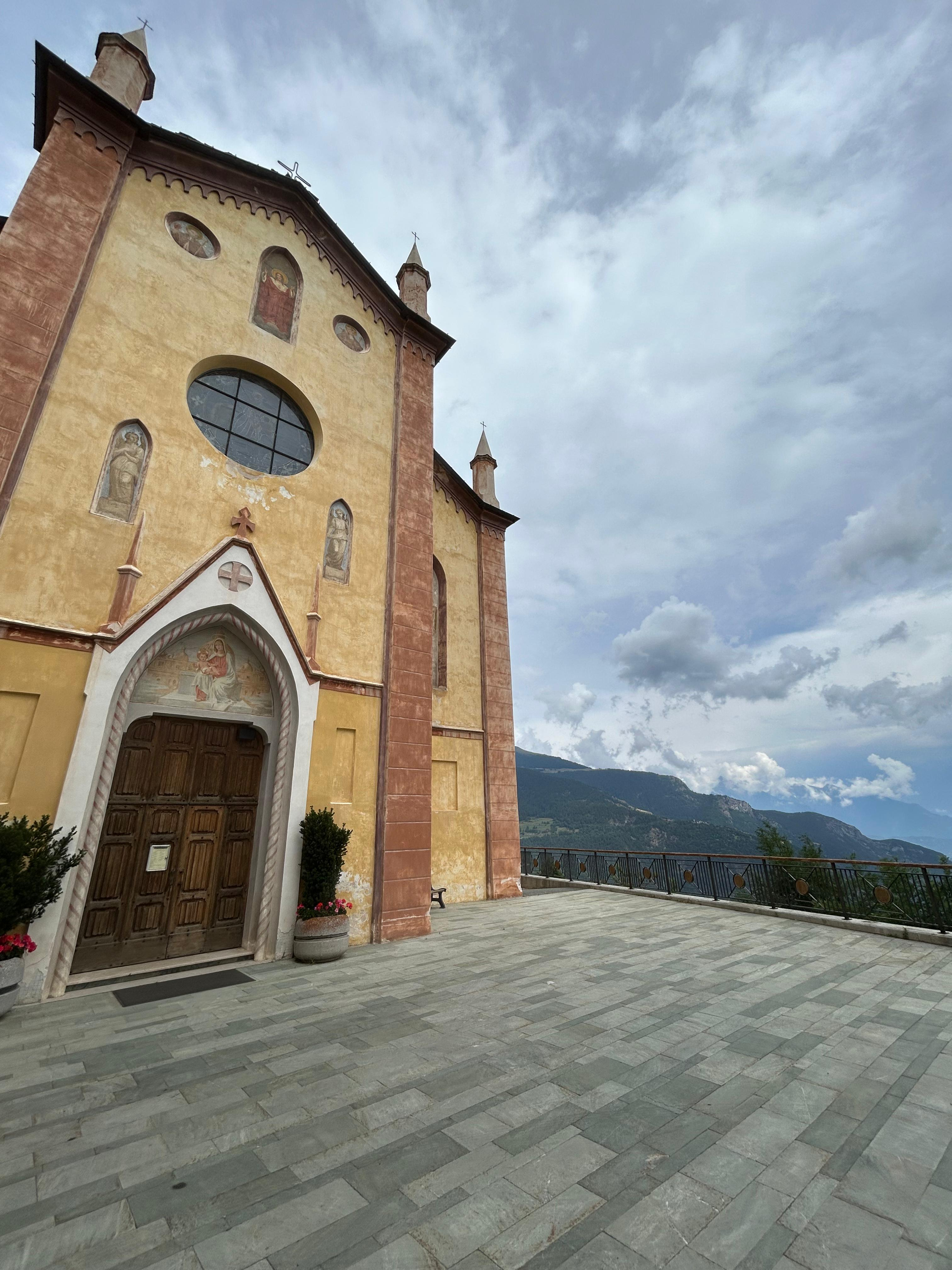
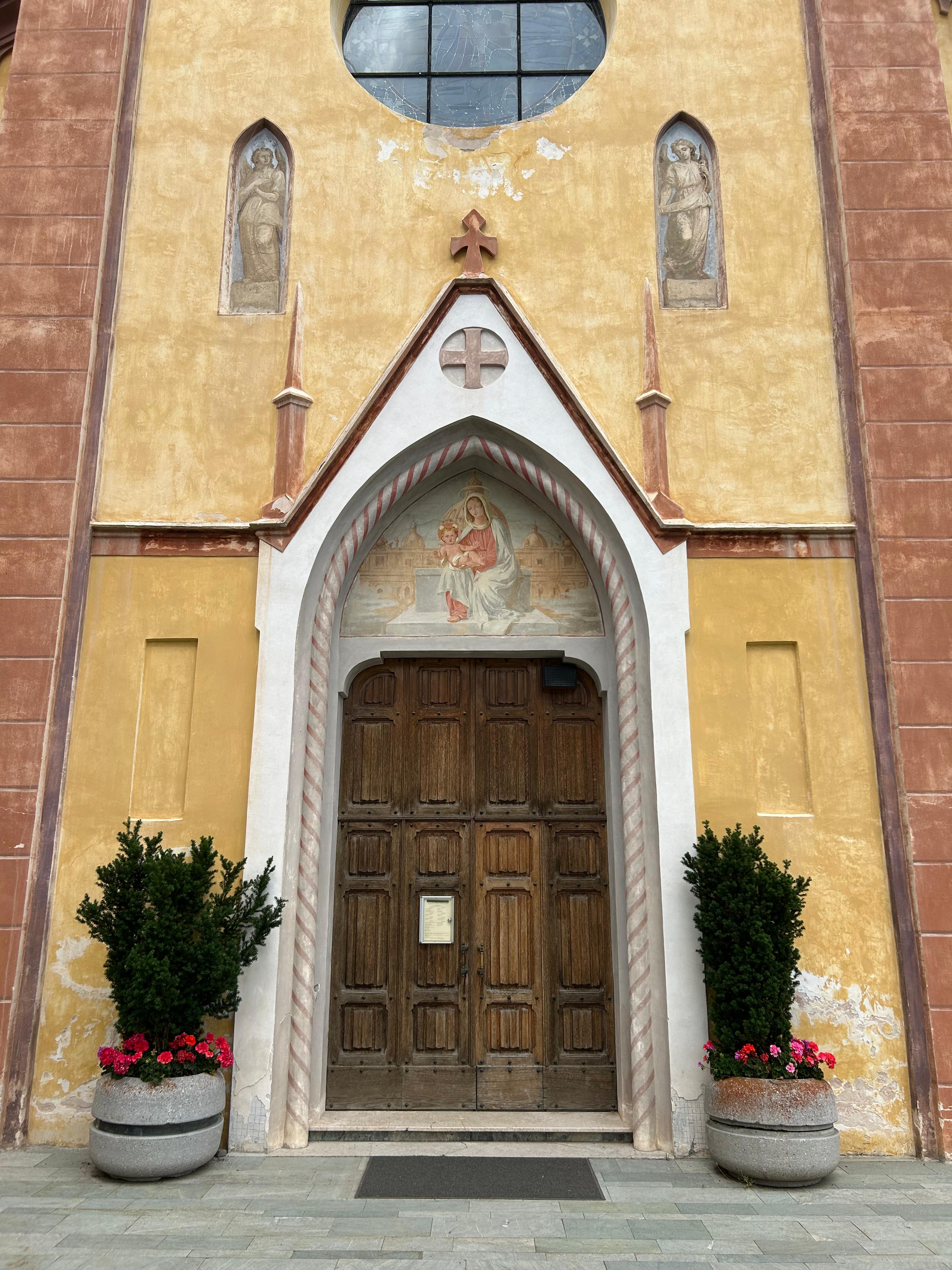
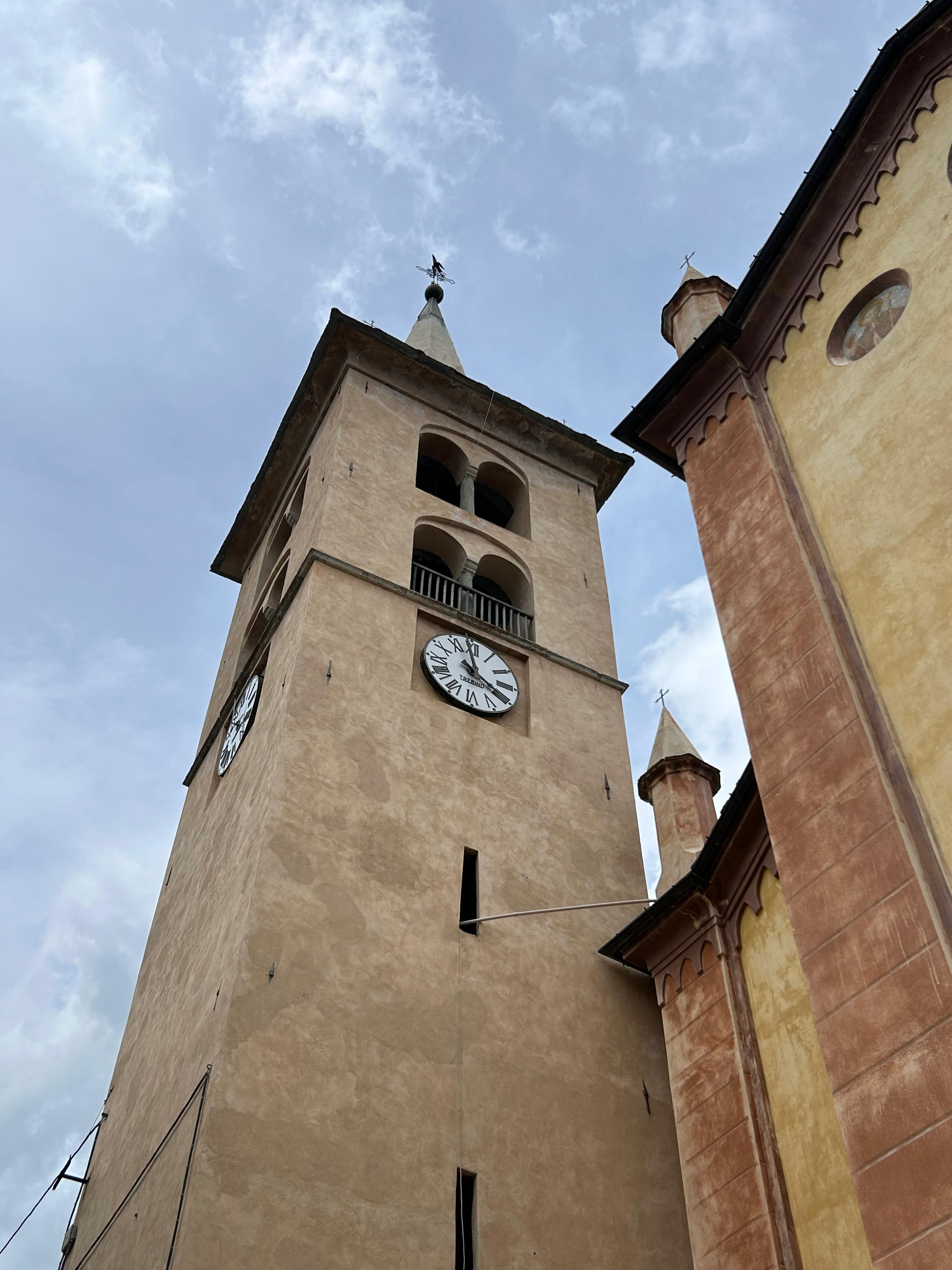